# Barchet
Barchet je stará soukenická a krejčovská jednotka délky užívaná v jižním Německu. Její přesná hodnota ale není doposud známa.

## Odhadovaná hodnota
- 1 barchet = 17 až 19 metrů = 22 až 24 Elle (loktů) = 1/45 Fardel.